# Рейвен, Эльза
Эльза Ре́йвен (англ. Elsa Raven; настоящее имя — Эльза Рабино́вич (англ. Elsa Rabinowitz); 21 сентября 1929, Чарлстон — 2 ноября 2020, Лос-Анджелес) — американская актриса, член Академии кинематографических искусств и наук.

## Биография
Родилась в городе Чарлстон, Южная Каролина в еврейской семье. Выступала на Бродвеи в Нью-Йорке. Дебютировала в кино с роли матроны в фильме «Убийцы для молодоженов» (1970). В 1979 году получила роль риелтора в «Ужас Амитивилля».
В 1985 году сыграла эпизодическую роль женщины собирающей пожертвования для исторического общества Хилл-Вэлли в фильме «Назад в Будущее». В фильме Джеймса Кэмерона «Титаник» сыграла роль Иды Штраус.
Её последним фильмом в карьере стал «Ответах ни к чему». Скончалась 2 ноября 2020 года в городе Лос-Анджелес, её тело было кремировано.

## Фильмография
| Год  |    | Русское название                  | Оригинальное название                 | Роль                    |
| ---- | -- | --------------------------------- | ------------------------------------- | ----------------------- |
| 1970 | ф  | Убийцы медового месяца            | The Honeymoon Killers                 | матрона                 |
| 1971 | ф  | Банда, не умевшая стрелять        | The Gang That Couldn't Shoot Straight | миссис Уотер Буффало    |
| 1971 | ф  | Леди Свобода                      | Lady Liberty                          | полицейский             |
| 1971 | ф  | Крекерная фабрика                 | The Cracker Factory                   | турист                  |
| 1979 | ф  | —                                 | A Fan's Notes                         | Дебора                  |
| 1979 | ф  | Ужас Амитивилля                   | The Amityville Horror                 | риелтор                 |
| 1980 | ф  | Толстяк                           | Fatso                                 | жена Фила               |
| 1981 | мф | Поп Америка                       | American Pop                          | Ханель                  |
| 1981 | ф  | Почтальон всегда звонит дважды    | The Postman Always Rings Twice        | матрона                 |
| 1981 | ф  | Отцовство                         | Paternity                             | медсестра               |
| 1982 | тф | Миллион долларов за землю у ворот | Million Dollar Infield                | доктор Изабель Армен    |
| 1983 | ф  | Задняя мысль                      | Second Thoughts                       | медсестра               |
| 1983 | ф  | Сумеречная зона                   | Twilight Zone: The Movie              | медсестра № 2           |
| 1985 | ф  | Назад в будущее                   | Back to the Future                    | член Общества Хилл Вэли |
| 1985 | ф  | Творец                            | Creator                               | мисс Мэрлоу             |
| 1988 | ф  | Модернисты                        | The Moderns                           | Гертруда Стайн          |
| 1991 | ф  | Другой ты                         | Another You                           | волонтёр                |
| 1993 | ф  | Непристойное предложение          | Indecent Proposal                     | студентка               |
| 1993 | ф  | На линии огня                     | In the Line of Fire                   | владелец бутика         |
| 1993 | ф  | Бесстрашный                       | Fearless                              | седовласая женщина      |
| 1997 | ф  | Титаник                           | Titanic                               | Ида Штраус              |
| 2002 | ф  | Четвертый тенор                   | The 4th Tenor                         | мама                    |
| 2005 | ф  | Личная жизнь Этана Грина          | The Mostly Social Life of Ethan Green | леди                    |
| 2005 | ф  | Ювелир                            | The Cutter                            | миссис Роузен           |
| 2008 | с  | Скорая помощь                     | ER                                    | Розмери Смолл           |
| 2011 | ф  | Ответы ни к чему                  | Answers to Nothing                    | миссис Харрисон         |